# Giuseppe Patiri

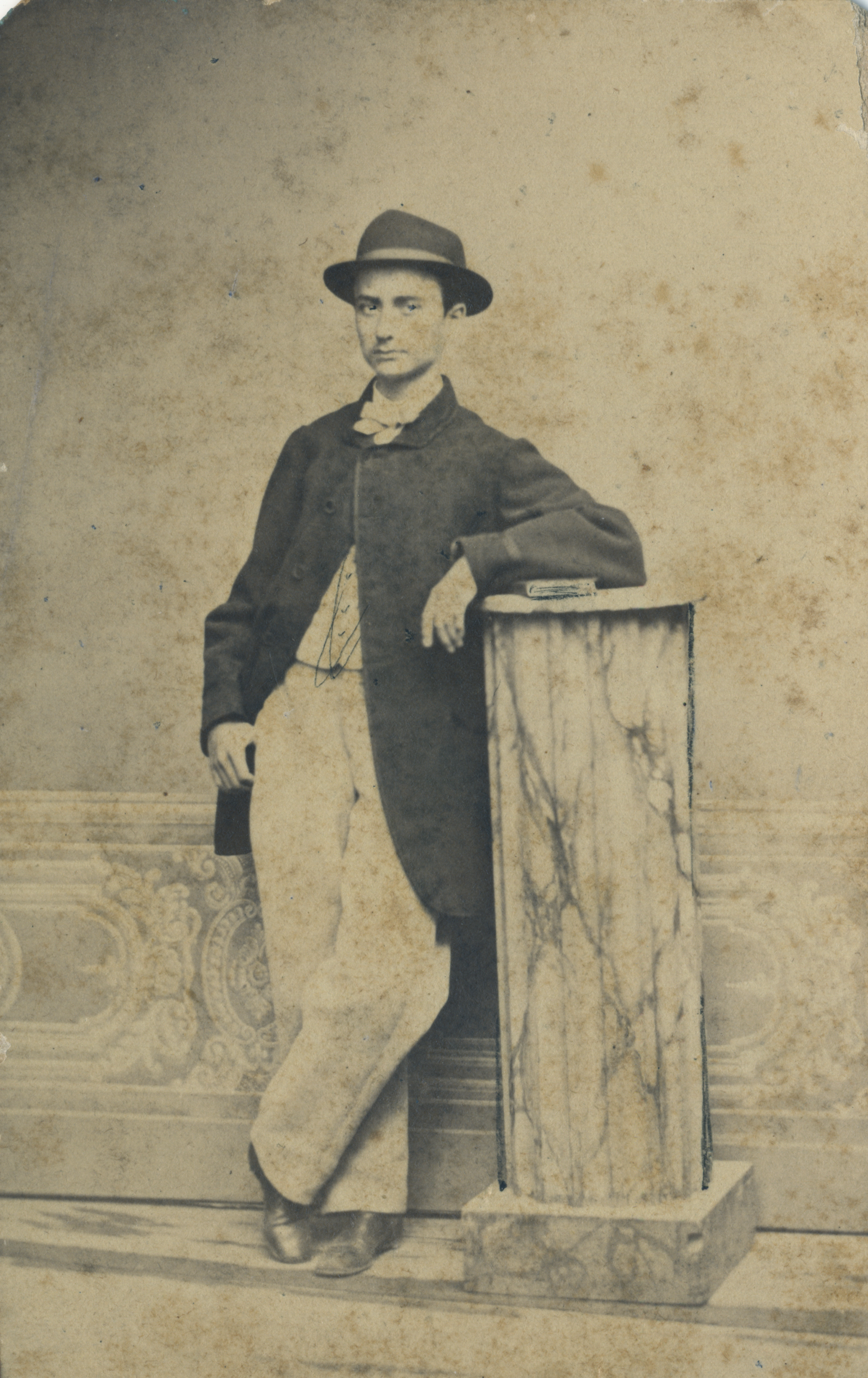
Giuseppe Patiri

Giuseppe Patiri (Termini Imerese, 10 ottobre 1846 – Termini Imerese, 1º marzo 1917) fu un paletnologo, etnologo e studioso di storia locale siciliano.

## Storia

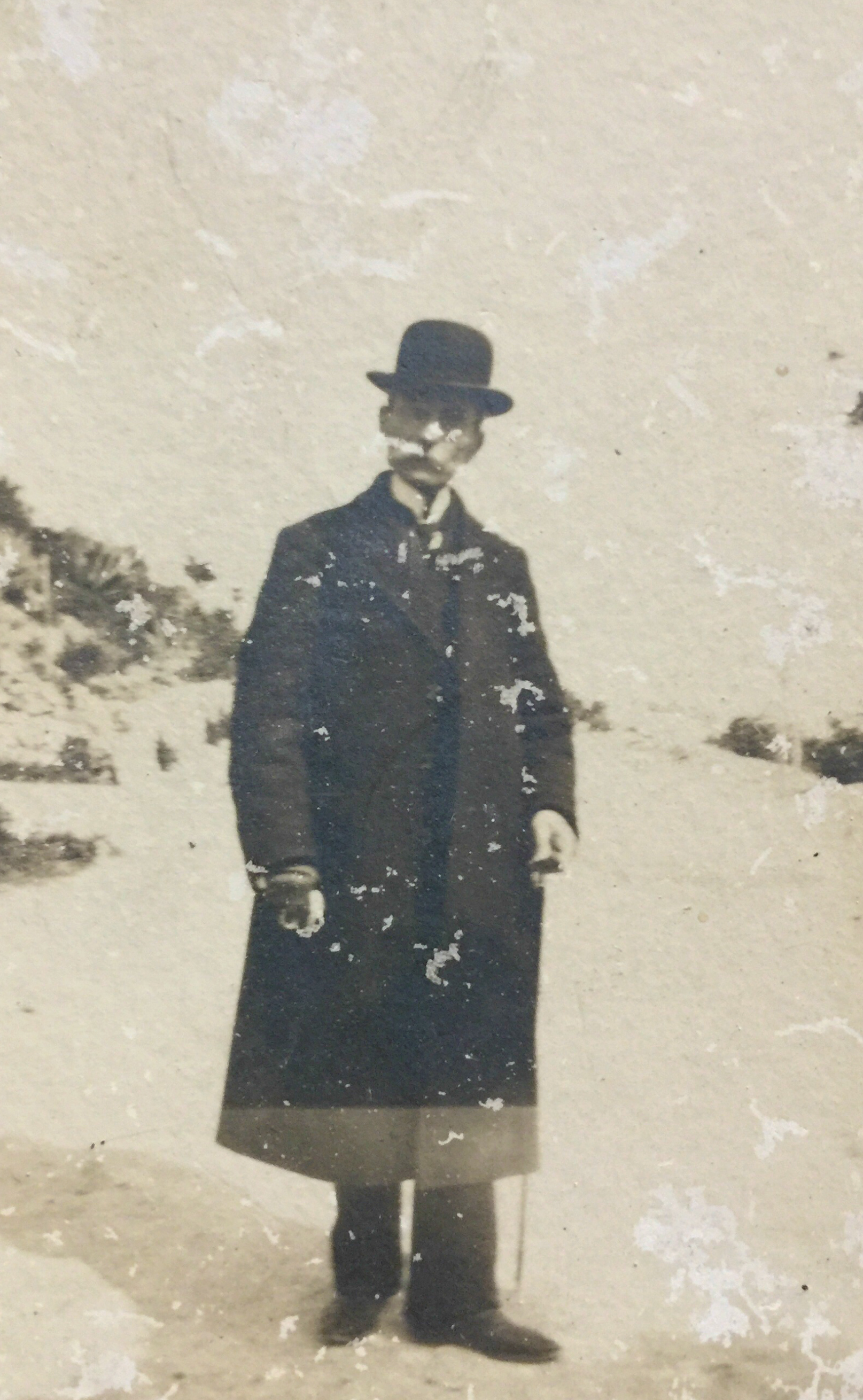
Giuseppe Patiri

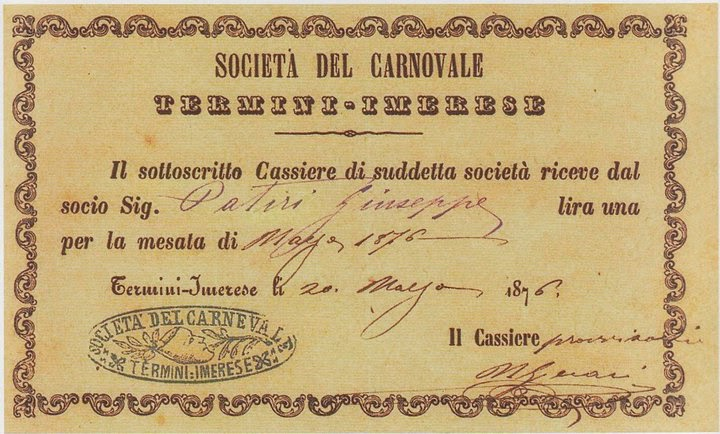
Certificato Società del Carnovale

Appartenne ad una agiata famiglia della borghesia termitana e ciò gli permise di potersi dedicare da autodidatta ai suoi molteplici interessi storici. Collaborò con il sac. Carmelo Palumbo e con il prof. Saverio Ciofalo avviando le prime indagini sulla preistoria del territorio di Termini Imerese. Eseguì scavi e ricognizioni in diverse grotte di Termini Imerese e del suo circondario. Sviluppò una sua teoria riguardante i microliti rinvenuti nel Riparo del Castello di Termini; affascinato dal bordo seghettato di questi manufatti, che talvolta potevano vagamente rammentare dei profili umani, egli pensò si trattassero di vere e proprie sculture preistoriche che battezzò figure a bocca aperta. Le sue ipotesi furono criticate dalla stragrande maggioranza degli studiosi. L'unico che in parte le fece proprie fu il prof. Georg August Schweinfurth celebre paletnologo tedesco.
Il nome di Giuseppe Patiri è legato anche alla manifestazione del Carnevale di Termini Imerese, erede diretta dell’antico carnevale di Palermo, e a buon diritto considerato uno dei più antichi carnevali d’Italia, tramite quattro ricevute di pagamento rilasciategli rispettivamente nei mesi di gennaio, febbraio, marzo, aprile e maggio dell'anno 1876 dall'originaria "Società del Carnovale" di Termini Imerese. Le ricevute di pagamento attestano l'esistenza nella cittadina sin dalla seconda metà del XIX secolo di un Comitato Organizzatore denominato per l'appunto "Società del Carnovale". Il Prof. Giuseppe Patiri fu un illustre socio in seno della benemerita "Società del Carnovale", infatti, oltre ad esserne il promotore, egli fu anche il referente ufficiale a Termini Imerese dell’antropologo Giuseppe Pitrè fondatore in Sicilia della “demopsicologia” e che insieme al folclorista - filologo Salvatore Salomone Marino, diedero origine all'Archivio per lo studio delle tradizioni popolari. Giuseppe Patiri, non era solo paletnologo, era anche scrittore, di romanzi, di sonetti, satire, poesie, opere in atti, ed era abile nelle arti minori, notevole ritrattista, miniaturista ed intagliatore, creava, infatti, intagli su carta talmente belli da sembrare quasi dei merletti. Era un uomo che sapeva essere, all'occorrenza, pungente e sarcastico, ma anche ironico al momento giusto; amava circondarsi di belle ed affascinanti donne, con cui sapeva essere un perfetto gentleman, ed intrattenne rapporti epistolari con personaggi di spicco dell’epoca, quali Alessandro Manzoni, Alexandre Dumas (padre), maestro del romanzo storico e del teatro romantico e la duchessa Helena Koltsova-Massalskaya poetessa e scrittrice esponente del romanticismo ed antesignana del femminismo (il cui pseudonimo come scrittrice era Dora d'Istria). Giuseppe Patiri si relazionò anche con l’illustre personaggio termitano, Gregorio Ugdulena (1815 - 1872), sacerdote, patriota, professore di lingua ebraica e greca, e ministro della pubblica istruzione. In occasione del centenario della morte dell’illustre storico è sorto il 18 luglio 2017 il “Comitato spontaneo celebrazioni centenario morte di Giuseppe Patiri” che si prefigge non soltanto di promuovere iniziative storico-culturali inerenti alle attività carnascialesche ma soprattutto, far conoscere e valorizzare la figura di questo illustre personaggio, uno dei figli migliori che certamente ha dato lustro alla città di Termini Imerese, in particolar modo nel campo dell’etnoantropologia. Nello spirito delle sue iniziative il comitato farà da supporto alle manifestazioni carnascialesche organizzate in quel periodo nella cittadina imerese organizzando altresì, dibattiti, conferenze, mostre e seminari. La prima conferenza si è svolta il 2 dicembre dello stesso anno presso l’Auditorium Maria SS. della Misericordia, annesso al Museo civico Baldassare Romano. Per l’occasione è stata inaugurata anche una specifica mostra documentaria Il materiale esposto: oggetti personali del Patiri e alcune opere rimaste manoscritte, tra le quali l’inedito romanzo storico, datato 1895, “L’occhio del mondo”, è stato reso fruibile al pubblico grazie alla gentile concessione di Vilma Scaffidi pronipote di Giuseppe Patiri. Il centesimo anniversario è stato ricordato anche con l’emissione di un annullo filatelico speciale a cura del locale Circolo Filatelico Numismatico. La manifestazione celebrativa a ricordo di Giuseppe Patiri è stata ideata e interamente curata dal giornalista Giuseppe Longo, studioso delle origini del Carnevale Termitano, ed è stata resa possibile grazie al patrocinio dell’Amministrazione Comunale di Termini Imerese.

## Opere del Patiri
- Saggio di Poesie Satiriche di Giuseppe Patiri -  Tipografia di P. Amore e A. Giuffrè, via del Monte, Termini Imerese, 1871.
- Pieruccio Gioeni, racconto storico, storia siciliana del XVI sec. - Palermo Luigi Pedone Lauriel Palermo 1873.
- Poche Satire di Giuseppe Patiri, Seconda Edizione Riveduta, Stab. Tipog. Lao via Celso 34, Palermo 1876.
- Majone, racconto storico - Tipografia dello Statuto, Palermo, 1880.
- Termini Imerese antica e moderna, Tipografia Marsala, Palermo, 1889.
- Il nuovo stabilimento termale in Termini Imerese 1894, Palermo, Tipografia Giannone e Lamantia, 1894.
- Perla di Nozze, Stabilimento Tipografico Virzì, Palermo 1895.
- Un prete di montagna - romanzo di genere intimo (in corso di pubblicazione) post. 1899.
- L'Emblema delle Thermae nella Monetazione Imerese, Palermo, Stabilimento tipografico Lo Casto, 1901.
- L'uomo dell'Età della Pietra in Termini Imerese, Palermo, Stabilimento Tipografico Lo Casto 1902.
- L'uomo nell'Età della pietra in Termini Imerese (nuove scoperte), Antologia Siciliana (Riparo del Castello).
- L'Arte Primitiva e la Selce Figurata ecc. dell'Officina Termitana, Palermo, Editore A. Reber,  1903.
- Il Tempio d'Imera: sua origine - sua importanza nella storia, nell'arte, nell'archeologia, Termini Imerese: Tipografia Fratelli Amore Editori, 1905.
- Le mura e le costruzioni ciclopiche della contrada Cortevecchia in Termini Imerese, Archivio per l'Antropologia e l'Etnologia, Vol.XXXVIII, fasc. I pp 17–23, (Mura Pregne, Grotta del Drago).
- Gioielli preistorici dell'età paleolitica in Termini Imerese, Palermo, (Riparo del Castello), 1909.
- Le corna emblematiche in uso sin dall'età paleolitica, Archivio per l'Antropologia e l'Etnologia, Roma, Vol. XXXIX, fasc. 3-4, 1909, pp. 230–243, (Riparo del Castello).
- L'arte minuscola paleolitica dell'officine termitana nella Grotta del Castello in Termini Imerese, Tipografia Amore, Termini Imerese, (Riparo del Castello), 1910.
- Le grotte Geraci e Marfisi e le note nuove che rivelano nel loro materiale preistorico, Tipografia Gannotta, da Archivio Storico per la Sicilia Orientale X, fasc. I-II Catania, 1912, pp. 381–389.
- Ancora sul materiale archeologico della Grotta Geraci, Rivista Sicania, Anno I, n.6, Tipografia Popolare, Acireale, 1913.
- Tombe preistoriche in Termini Imerese, Tipografia Popolare, Acireale, (Silos del Cozzo Rina, Dolmen di Mura Pregne), 1913.
- Un'antica necropoli scoperta in Termini Imerese nel Piano di Sant'Antonio, Libreria -Raggio di Sole-, Termini Imerese, 1914.
- Figure animali a bocca aperta d'Età Paleolitica, scoperte nella grotta del castello in Termini Imerese” . Noto, Tipografia Zammit, 1915.
- L'arte schematica paleolitica dell'Officina del Castello di Termini Imerese e i costumi primitivi che potrebbe svelarci. (Estratto dalla rivista "Sicania". An. III, N. 2. Tipografia Popolare, Acireale 1915.
- Scavi archeologici condotti dal Prof. Ettore Gabrici in Termini Imerese, Acireale, Tipografia Popolare, 1917.

## Conferenze a tema su Giuseppe Patiri
- Ciclo delle conferenze dedicate a Giuseppe Patiri 1º incontro: "Un termitano illustre. Giuseppe Patiri - paletnologo, etnologo, studioso di storia locale siciliana, promotore del carnevale termitano, uno dei più antichi d'Italia".  Chiesa Maria SS. della Misericordia, Museo Civico "Baldassare Romano". Termini Imerese 2 dicembre 2017.
- Ciclo delle conferenze dedicate a Giuseppe Patiri 2º incontro: "Giuseppe Patiri, uno studioso dai mille interessi ma con l'occhio sempre puntato su Termini Imerese". Chiesa di Santa Caterina d'Alessandria (Termini Imerese). Termini Imerese 8 febbraio 2018.
- Ciclo delle conferenze dedicate a Giuseppe Patiri 3º incontro: "Giuseppe Patiri, caleidoscopica figura termitana, al servizio dell'etnoantropologia". Istituto di Istruzione Superiore Statale "Nicolò Palmeri". Termini Imerese 8 maggio 2018.
- Ciclo delle conferenze dedicate a Giuseppe Patiri 4º incontro: "L’agro termitano al tempo di Niccolò Palmeri a 240 anni dalla sua nascita".  Chiesa di Santa Caterina d'Alessandria. Termini Imerese 9 agosto 2018.
- Ciclo delle conferenze dedicate a Giuseppe Patiri 5º incontro: "Gli Ugdulena protagonisti del Risorgimento siciliano". Istituto di Istruzione Superiore di Secondo Grado “Gregorio Ugdulena”. Termini Imerese 25 ottobre 2018.
- Ciclo delle conferenze dedicate a Giuseppe Patiri 6º incontro: "Nicolò Palmeri eroe dimenticato". A 240 anni dalla sua nascita. Istituto di Istruzione Superiore Statale "Nicolò Palmeri". Termini Imerese 27 novembre 2018.
- Ciclo delle conferenze dedicate a Giuseppe Patiri 7º incontro: "Il Risorgimento termitano: Paolo Balsamo, Giuseppe La Masa e gli Ugdulena". Chiesa Maria SS. della Misericordia, Museo Civico "Baldassare Romano". Termini Imerese 4 dicembre 2018.
- Ciclo delle conferenze dedicate a Giuseppe Patiri 8º incontro: "Nel 210º anniversario della morte di Giuseppe Ciprì". Verso il Carnevale 2019. Carnevale di Termini Imerese uno dei più antichi d’Italia ed erede diretto dell’antico carnevale di Palermo. Giuseppe Patiri incontra le scuole. Biblioteca Liciniana "Giuseppe Ciprì". Termini Imerese 29/01/2019.
- Ciclo delle conferenze dedicate a Giuseppe Patiri 9º incontro: "Verso il Carnevale 2019". Carnevale di Termini Imerese uno dei più antichi d’Italia ed erede diretto dell’antico carnevale di Palermo. Giuseppe Patiri incontra le scuole. Liceo Artistico Statale "Gregorio Ugdulena". Termini Imerese (PA) 21 febbraio 2019.
- Ciclo delle conferenze dedicate a Giuseppe Patiri 10º incontro:  “Tra patria ed etnoantropologia”. Conferenza per il 90º anniversario della morte di Francesco Denaro Pandolfini. Circolo “Stesicoro” Termini Imerese (PA) 5 dicembre 2019.
- Ciclo delle conferenze dedicate a Giuseppe Patiri 11º incontro: "Verso il Carnevale 2020" . Carnevale di Termini Imerese uno dei più antichi d’Italia ed erede diretto dell’antico carnevale di Palermo. Circolo “Stesicoro” Termini Imerese (PA) 4 febbraio 2020.
- Ciclo delle conferenze dedicate a Giuseppe Patiri 12º incontro: “Giuseppe Patiri incontra le scuole”. Carnevale di Termini Imerese uno dei più antichi d’Italia ed erede diretto dell’antico carnevale di Palermo. Istituto Comprensivo “Tisia d’Imera”, Termini Imerese (PA), 20 febbraio 2020.
- Ciclo delle conferenze dedicate a Giuseppe Patiri 13º incontro: Salvaguardia e fruizione della Chiesa di Sant'Orsola in Termini Imerese”. diretta streaming, dalla pagina Facebook di Cefalùnews, 17 giugno 2021.